# Janwillem van de Wetering
Janwillem van de Wetering (narozen 12. února 1931 v Rotterdamu, zemřel 4. července 2008 v Blue Hill) byl nizozemský spisovatel. Je autorem knih detektivních příběhů komisařů Grijpstry a de Giera, dětských knih a knih o svých zkušenostech studenta zenového buddhismu, který studoval v letech 1958 až 1960 v japonském klášteře spolu s Walterem Nowickem.